# Tiếng Rapa Nui
Tiếng Rapa Nui hay Rapanui (tiếng Rapa Nui: [ˈɾapa ˈnu.i]) cũng được gọi là tiếng Pascua ("tiếng Phục Sinh"), là một ngôn ngữ Đông Polynesia được sử dụng trên đảo Rapa Nui, còn gọi là Đảo Phục Sinh.
Đảo là nơi cư ngụ của chưa tới 4.000 người và là một lãnh thổ đặc biệt của Chile. Theo tài liệu điều tra dân số, có chừng 3.700 trên đảo và tại đất liền Chile khai nhận là người Rapa Nui. Tài liệu kê không xác định số người biết và nói tiếng Rapa Nui, và có những thông tin rằng lượng người nói lưu loát chỉ là 800. Tiếng Rapa Nui là một ngôn ngữ thiểu số và nhiều người trưởng thành trên đảo cũng nói tiếng Tây Ban Nha; đa phần trẻ em Rapa Nui nói tiếng Tây Ban Nha từ nhỏ và những người học tiếng Rapa Nui chỉ học nó khi đã lớn hơn.

## Âm vị học
Tiếng Rapa Nui có mười phụ âm và năm nguyên âm.

### Phụ âm
|     | Môi | Môi | Chân răng | Chân răng | Ngạc mềm | Ngạc mềm | Thanh hầu | Thanh hầu |
| --- | --- | --- | --------- | --------- | -------- | -------- | --------- | --------- |
| Mũi |     | m   |           | n         |          | ŋ        |           |           |
| Tắc | p   |     | t         |           | k        |          | ʔ         |           |
| Xát |     | v   |           |           |          |          | h         |           |
| Vỗ  |     |     |           | ɾ         |          |          |           |           |

### Nguyên âm
|      | Trước | Giữa | Sau |
| ---- | ----- | ---- | --- |
| Cao  | i     |      | u   |
| Vừa  | e     |      | o   |
| Thấp |       | a    |     |
Nguyên âm có thể dài hay ngắn, hoặc luôn dài khi chúng được nhấn ở vị trí cuối cùng của một từ. Đa phần nguyên âm đôi hiện diện, ngoại trừ *uo. Sự lập nguyên âm liên tiếp không tồn tại, với ngoại lệ eee ('vâng, có').

## Phép chính tả
Bảng chữ cái Latinh được sử dụng để viết tiếng Rapa Nui. Phụ âm mũi ngạc mềm /ŋ/ thường được đại diện bằng ký tự ⟨g⟩, nhưng cũng có khi bằng ⟨ng⟩. Phụ âm tắc thanh hầu /ʔ/ được biểu diễn bằng dấu ʻ, hoặc bằng dấu lượt ('). Một ký tự đặc biệt, ⟨ġ⟩, đôi khi được sử dụng để phân biệt âm /ɡ/ tiếng Tây Ban Nha, xuất hiện trong những thuật ngữ gốc Tây Ban Nha, với âm /ŋ/ tiếng Rapa Nui.

## Hình thái

### Cấu trúc âm tiết
Âm tiết trong tiếng Rapa Nui theo cấu trúc CV (phụ âm-nguyên âm) hay V (nguyên âm). Không có cụm phụ âm hay phụ âm cuối âm tiết.

### Láy âm
Việc láy âm cả một danh từ hoặc một phần danh từ có nhiều mục đích trong tiếng Rapa Nui. Để diễn tả một số màu sắc, danh từ về một vật thể có màu tương tự được lập lại để tạo nên tính từ. Ví dụ:
- ‘ehu (sương mù) → ‘ehu ‘ehu = xám đậm
- tea (bình minh) → tea tea = trắng

Ngoài tạo ra tính từ từ danh từ, sự láy âm một từ có thể thể hiện sự tăng cường độ hay nâng lên nhiều lần. Ví dụ:
- kume (phá hủy) → kumekume (làm thành từng mảnh)
- ruku (lặn) → rukuruku (đi lặn)

Sự láy âm tiết đầu của một động từ có thể biểu lộ sự tăng lên của sự vật hay hiện tượng. Ví dụ:
ʻori (nhảy):
E ʻori ro ʻa (anh ta/cô ta/họ đang nhảy)
E ʻoʻori ro ʻa (họ đều đang nhảy)
Sự láy hai âm tiết cuối của động từ làm tăng cường độ hay số lượng. Ví dụ:
Haʻaki (kể):
Ka haʻaki (kể câu chuyện)
Ka haʻakiʻaki (kể cả câu chuyện)

### Từ mượn
Tiếng Rapa Nui có một số từ mượn.
Ví dụ: Britain (trong tiếng Anh) → Peretane (trong tiếng Rapa Nui)
Nhiều từ mượn – đa phần đến từ tiếng Tây Ban Nha – vẫn lưu giữ những cụm phụ âm (không tồn tại tự nhiên trong ngôn ngữ này), như "litro" (litre).